# Казали Лаго Сирио (Торино)
Казали Лаго Сирио је насеље у Италији у округу Торино, региону Пијемонт.
Према процени из 2011. у насељу је живело 39 становника. Насеље се налази на надморској висини од 293 м.